# Бола, Марк
 Марк Джоэль Бола  (англ. Marc Joel Bola; род. 9 декабря 1997, Лондон) — английский футболист, защитник турецкого клуба «Самсунспор».

## Клубная карьера

### «Арсенал»
Начинал играть в футбол на любительском уровне в Воскресной футбольной лиге, пока в 13 лет не перебрался в Академию лондонского «Арсенала». В 16 лет подписал стипендиальный контракт, а в январе 2016 года заключил первый профессиональный контракт с клубом.
В 2014—2016 годах в составе молодёжной команды «Арсенала» (до 19 лет) принимал участие в юношеской лиге УЕФА, сыграв в общей сложности в 16 встречах. Также, с 16 лет начал привлекаться в резервную команду «канониров» (до 23 лет), за которую провёл 30 матчей и забил 1 гол. Марк входил в заявку «Арсенала» в Лиге чемпионов 2016/17 и несколько раз был в числе запасных в Кубке Лиги, но за первую команду «канониров» так и не дебютировал.
31 января 2017 года на правах аренды до конца сезона перешёл в клуб Лиги Два «Ноттс Каунти», за который сыграл 13 матчей. По окончании сезона вернулся в «Арсенал», а в июле 2017 года на правах сезонной аренды перешёл в клуб Лиги Один «Бристоль Роверс», но играл там не так регулярно, проведя лишь 23 матча.

### «Блэкпул»
17 июля 2018 года, по истечении контракта с «Арсеналом», Бола подписал однолетнее соглашение с опцией продления с «Блэкпулом», также выступающим в Лиге Один. Дебютировал 11 августа в домашней встрече против «Портсмута» (0:2). 20 октября в игре против «Уимблдона» забил свой первый гол на профессиональном уровне и помог своей команде одержать победу со счётом 2:0. В сентябре 2018 года в концовке матча с «Плимут Аргайл» Бола оказался вовлечён в стычку со своим одноклубником Донервоном Дэниэлсом, в результате чего оба игрока получили красные карточки. Впоследствии, дисквалификация Марка была отменена.
Всего, по итогам сезона защитник провёл 43 матча, забив 2 мяча, и был признан Лучшим игроком «Блэкпула» 2019 года.

### «Мидлсбро»
28 июля 2019 года Бола перешёл в клуб Чемпионшипа «Мидлсбро». Дебютировал 13 августа в матче 1-го раунда Кубка лиги против «Кру Александра» и отметился забитым мячом.
10 января 2020 года на правах аренды до конца сезона вернулся в «Блэкпул», но успел принять участие лишь в 5 матчах, поскольку сезон в Лиге Один был досрочно завершён из-за пандемии COVID-19.

### «Самсунспор»
9 июля 2023 года подписал двухлетний контракт с клубом турецкой Суперлиги «Самсунспор», сумма трансфера осталась нераскрытой.

## Карьера в сборной
Бола имеет право выступать за сборную Англии и сборную ДР Конго (по своему происхождению). В 2015 году он вызывался в сборную ДР Конго (до 18 лет), но не смог принять участие в тренировочных сборах из-за травмы.
В марте 2019 вызывался в сборную ДР Конго (до 23 лет) на матчи плей-офф молодёжного Кубка африканских наций.